# EF-232
A EF-232 é uma ferrovia transversal brasileira em construção, com aproximadamente 1 751 quilômetros de extensão, em bitola larga, passando pelos estados de Pernambuco, Piauí e Maranhão, ligando o Porto de Suape à Ferrovia Norte-Sul (FNS), em Porto Franco (MA).

## Características
O trecho entre o Porto de Suape no litoral pernambucano e Eliseu Martins no interior piauiense, foi concebido dentro do projeto da Ferrovia Transnordestina para escoamento ferroviário da produção agrícola do Piauí, e mineral de Pernambuco, até um porto marítimo de grande capacidade. Já o trecho entre Eliseu Martins (PI) e Porto Franco (MA), busca além de fazer a integração ferroviária regional entre o Nordeste, o Centro Oeste e o Norte do país, uma alternativa logística eficiente para a produção agrícola da região de Balsas (MA).

## Traçado
| Trecho                                | Data de inauguração | Comprimento (km) | Comprimento desde o Porto de Suape, (PE) (km) | Inicio das obras | Observações e Conexões |
| ------------------------------------- | ------------------- | ---------------- | --------------------------------------------- | ---------------- | --- |
| Porto de Suape (PE) Salgueiro (PE)    | Indefinido          | 544              | 544                                           | 2006             | Trecho devolvido pela Transnordestina Logística S.A. para o governo federal em 2022, com 190 km construídos no trecho entre Salgueiro e Custódia, em Pernambuco. Faz conexão com a EF-116 no município de Salgueiro. |
| Salgueiro (PE) Eliseu Martins (PI)    | 2026 (previsto)     | 587              | 1131                                          | 2006             | Em construção pela Transnordestina Logística S.A. como parte da ferrovia Transnordestina. |
| Eliseu Martins (PI) Porto Franco (MA) | Indefinido          | 620              | 1751                                          | –                | Em fase de estudo pela Infra S.A.. Fará conexão com a Ferrovia Norte-Sul (EF-151), em Porto Franco (MA). |